# Tusciano (retor)
Tusciano (em latim: Tuscianus) foi um retor do século IV. Era nativo da Lídia. Foi pupilo de Juliano de Cesareia e deu a Eunápio um relato em primeira mão de um julgamento que seu mestre esteve envolvido, bem como das intrigas de sofistas rivais contra Proerésio em Atenas. Geralmente é associado ao retor frígio homônimo que a Suda relata que discordou do imperador Juliano, o Apóstata (r. 361–363) quando ele preferiu Libânio a Proerésio. Os autores da PIRT consideram que, para que a identificação seja plausível, Tusciano deve ter nascido na Lídia e lecionado na Frígia, o que justifica o uso de dois etnônimos para referir-se a ele.